# Vernon Davis
Vernon Leonard Davis (* 31. Januar 1984 in Washington, D.C.) ist ein ehemaliger US-amerikanischer American-Football-Spieler auf der Position des Tight Ends. Er spielte College Football für die University of Maryland, College Park. In der National Football League (NFL) spielte er für die San Francisco 49ers, die Denver Broncos und die Washington Redskins. Davis wurde zweimal für den Pro Bowl nominiert und gewann mit den Denver Broncos den Super Bowl 50.

## Karriere

### College
Zuvor spielte er College Football an der University of Maryland, College Park.

### San Francisco 49ers
Davis wurde in der ersten Runde als sechster Spieler des NFL Drafts 2006 von den San Francisco 49ers ausgewählt. 

#### Play-off-Spiel gegen die New Orleans Saints
Erstmals nach dreizehn Jahren gewannen die San Francisco 49ers in der Saison 2011 wieder ein Play-off-Spiel. Die Partie gegen die New Orleans Saints endete 36:32. Vernon Davis erzielte dabei den entscheidenden Touchdown nur neun Sekunden vor dem Ende. Der Touchdown war der Höhepunkt einer aufregenden Schlussphase. In den letzten 127 Sekunden des Spiels hatte es drei Touchdowns gegeben, die Führung war dabei zwischen den Teams hin und her gewechselt.

### Denver Broncos
Vernon Davis wurde am 2. November 2015 von den San Francisco 49ers zu den Denver Broncos getauscht. Die 49ers erhielten die Draft-Picks der Broncos in der 6. Runde der NFL Drafts 2016 und 2017. Die Broncos erhielten das Draftrecht der 49ers in der 7. Runde 2016. Am 7. Februar 2016 konnte Davis mit den Denver Broncos den Super Bowl gewinnen. 

### Washington Redskins

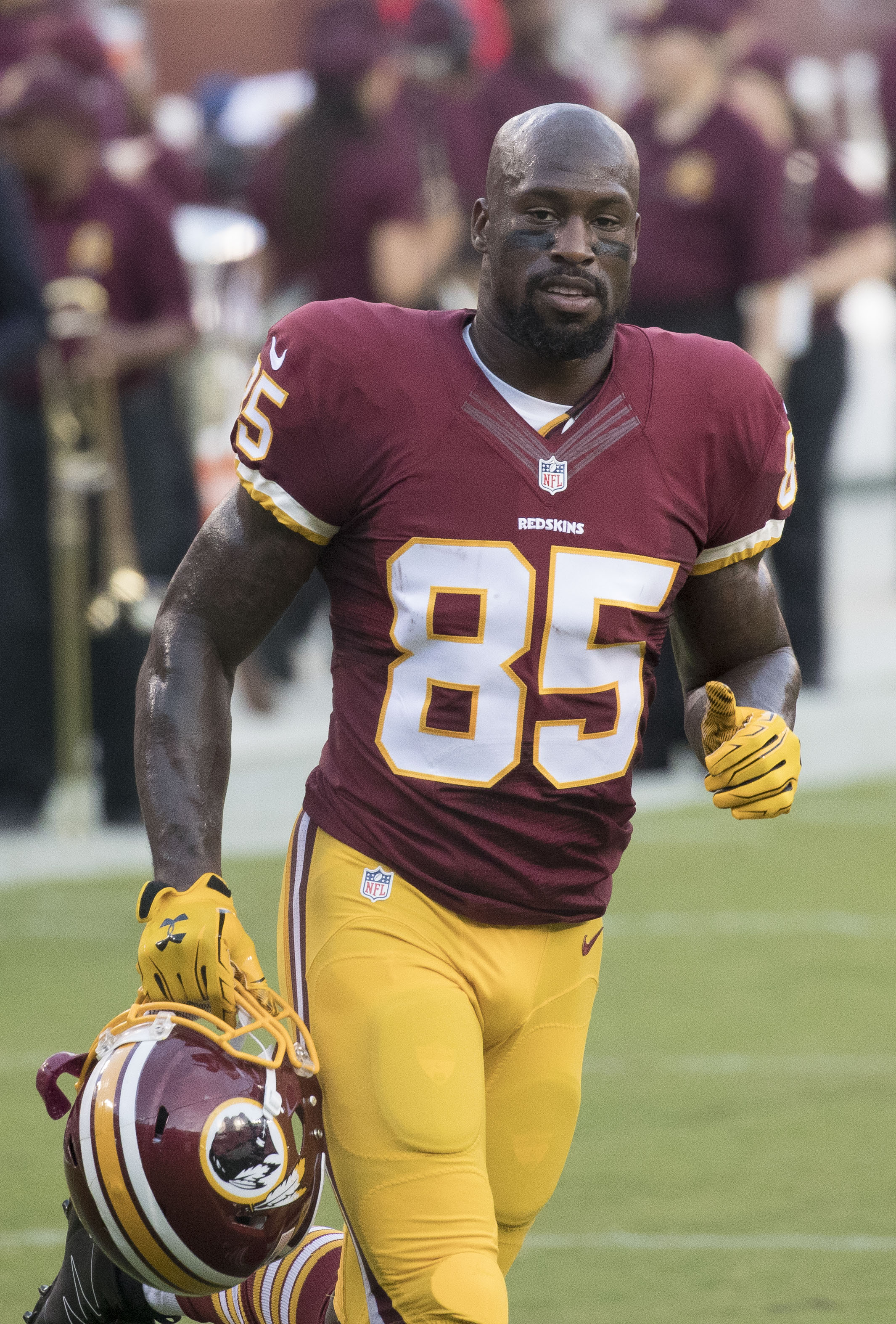
Davis bei den Redskins (2016)

Am 31. März 2016 unterschrieb er bei den Washington Redskins einen Einjahresvertrag. Im Jahr darauf unterschrieb er einen Dreijahresvertrag über 15 Millionen Dollar bei den Redskins. Nach der Saison 2019 erklärte Davis seinen Rücktritt.

## Filmografie (Auswahl)
- 2022: A Day to Die